# Emil Richards
Pour les articles homonymes, voir Richards.
Emil Richards, nom de scène d'Emilio Joseph Radocchi, né le 2 septembre 1932 à Hartford (Connecticut) et mort le 13 décembre 2019[réf. nécessaire], est un percussionniste et vibraphoniste américain.

## Biographie

### Carrière

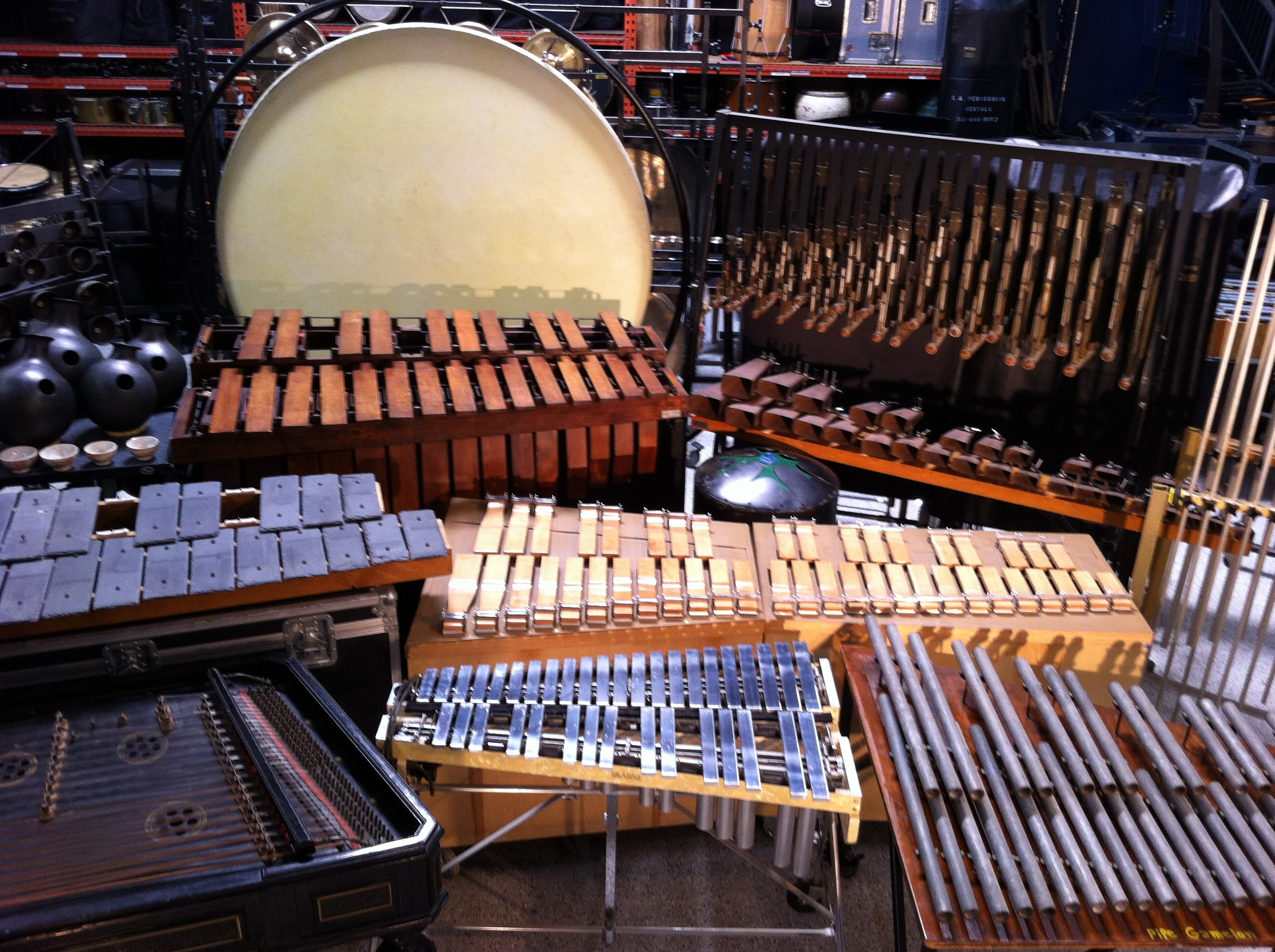
Instruments de percussion de la Collection Emil Richards.

Appartenant à plusieurs groupes dans les années 1950 et 1960, Emil Richards devient par la suite un musicien de studio renommé. Travaillant d'abord avec des artistes tels que Frank Sinatra et Judy Garland, il se passionne pour les instruments à percussion exotiques à la suite de sa participation à une tournée mondiale dans le cadre d'une œuvre caritative pour Israël en 1962.
Il travaille ensuite avec de nombreux artistes et groupes comme les Beach Boys, Bing Crosby, Frank Zappa et son Abnuceals Emuukha Electric Symphony Orchestra. Cette dernière participation lui ouvre la voie vers le monde des studios Hollywoodiens, et il participe à une centaine de bandes originales de films auprès de John Williams, Jerry Goldsmith, Henry Mancini, Elmer Bernstein et de nombreux autres.
Il a également travaillé avec George Harrison, The Doors, Blondie et de nombreux autres groupes.